# 拉加普特纳步枪联队
拉加普特纳步枪联队（英語：Rajputana Rifles），是印度陆军的一支步兵联队，联队中心在德里坎登門。主要征召賈特人和拉傑普特人，两者占比例相同，各连以单一民族士兵编成。
拉加普特纳为印度历史上的地名，和现代的拉贾斯坦邦大致相同。

## 沿革
拉加普特纳步枪联队的前身可以追溯到1775年成立的孟买土著步兵第5营，由不列颠东印度公司征召。1881年改为土著步兵第4团，隶属英属印度陆军，也是英属印度陆军的首个步兵团。该团后改名为第104韋爾斯利步枪团，以纪念曾被第一代威靈頓公爵阿瑟·韋爾斯利指挥。
1921年，第104韋爾斯利步枪团和另外5个团合并重组，成立第6拉加普特纳步枪联队，原先的6个团分别成为联队所属的6个营。在二战期间，联队扩编到13个营。
1945年，去掉了联队名字的数字。1947年印巴分治时，归于新成立的印度陸軍。